# Loÿs Pétillot
Loÿs ou Loÿs Pétillot, né le 10 octobre 1911 à Sadec (Cochinchine) et mort le 18 novembre 1983 à Saint-Quay-Portrieux (Côtes-du-Nord), est un auteur français de bande dessinée.

## Biographie et œuvre
Loÿs Pétillot est né le 10 octobre 1911 à Sadec, en Cochinchine. Il manifeste très tôt des dispositions artistiques et un véritable don pour le dessin. 
En 1945 il édite  aux éditions Dargaud des albums de Bob et Bobette adaptés des personnages de René-Paul Groffe. Cette bande dessinée parait à partir de 1946 dans le périodique Bob et Bobette, où Pétillot dessine également des aventures de science-fiction telles que Radarius et S.O.S. étoile.
En 1950, il entre à La Bonne Presse où il travaille plusieurs années. Il publie alors ses principales bandes dans le journal Bayard avec Bill Jourdan, Le Chevalier inconnu, Jésus de Nazareth, Monsieur Vincent mais dessine également pour d'autres journaux de La Bonne Presse tels que Le Pèlerin et Record.
Il participe à Pilote pendant une courte période avec La Chronique de Piquépoc.
Loÿs Pétillot a également travaillé en tant qu'illustrateur notamment aux éditions Lito : Davy Crockett, Ali Baba et les 40 voleurs, Mr Jim détective, Les Voyages de Gulliver.
Au début des années soixante il entre au service d'animation de l'ORTF. Il collabore avec Armand Jammot notamment à l'émission Le Mot le plus long, ancêtre Des chiffres et des lettres en illustrant certains mots à deviner par les candidats. Par la suite, il illustrera pour France-Soir Les Enquêtes du Commissaire Bourrel d'après la série policière française Les Cinq Dernières Minutes incarnée par Raymond Souplex. Il collaborera également, toujours comme illustrateur, à différentes émissions avec Pierre Bellemare et Jean-Paul Rouland.
Retiré en Bretagne, il a œuvré pour les éditions Ouest-France, à une série documentaire (Les Corsaires racontés aux enfants, L’Age de bronze, Les Négriers), exerçant son métier avec son immense talent jusqu'à la fin. Il décède le 11 novembre 1984, âgé de 72 ans, à Saint-Quay-Portrieux dans les Côtes-d'Armor, près des paysages qu'il aimait et qu'il a peint avec passion. La perfection de son trait prenait toute son ampleur avec deux sujets : les chevaux, qu'il dessinait avec une aisance troublante, et les bateaux.

## Œuvres publiées

### Dans des périodiques
- Jésus de Nazareth dans Bayard, 1954-1955, textes du Père Marie-Paul Sève
- Dick d'Os, professeur de maintien dans Bayard, 1955
- L'abbé "Pierre", dans Bayard, 1955, scénario et dialogues de Dominique Servan
- Ivan des Valdaï dans  Bayard, 1956, scénario et dialogues de Jean Acquaviva
- Bill Jourdan dans Bayard, 1956-1961, scénario et dialogues de Jean Acquaviva
- Bernadette Soubirous dans Bayard, 1958
- Monsieur Vincent dans Bayard, 1960, scénario et dialogues de Claude Marin
- Bob et Bobette, dans Bob et Bobette
- Radarius, dans Bob et Bobette, 1948
- S.O.S. étoile, dans Bob et Bobette, 1948
- Les aventures de Pamcoq, dans Pamcoq[4] no 2 à 10 1955-1956
- Pascale et Michèle Monfort, dans Bayard puis dans Record, 1960-1965
- La Chronique de Piquépoc, dans Pilote, 1964
- Le Chemin de la gloire, dans Journal des Pieds Nickelés
- Je veux être prêtre, La Vie du curé d'Ars, (dessin), avec le Père Sève (scénario), dans Bayard, 1958-1959
- Histoires diverses, dans Rallye Jeunesse

### Albums
- Bob et Bobette  [5],[6]

1. À nous la liberté (dessin) avec René-Paul Groffe, Dargaud, 1945
2. Ça... c'est du cinéma (dessin) avec René-Paul Groffe, Dargaud, 1945
3. Les Fils de la prairie (dessin) avec René-Paul Groffe, Dargaud, 1946
4. La Grande Aventure (dessin) avec René-Paul Groffe, Dargaud, 1946
5. Les Trois Mauvais Sorciers (dessin) avec René-Paul Groffe, Dargaud, 1946

Les Albums de Bob et Bobette, Recueil des nos 1 à 5, Dargaud
- Bill Jourdan

1. Le Carnet noir (dessin) avec Jean Acquaviva (scénario), Maison de la Bonne Presse, 1957, Éditions du Triomphe, 1998
2. Tombstone (dessin) avec Jean Acquaviva (scénario), Maison de la Bonne Presse, 1958, Éditions du Triomphe, 1999
3. La Mission de Vapahana (dessin) avec Jean Acquaviva (scénario), Éditions du Triomphe, 2000.
4. L'Or de Bonanza City (dessin) avec Jean Acquaviva (scénario), Éditions du Triomphe, 2004.
5. Le Désert de la mort (dessin) avec Jean Acquaviva (scénario), Éditions du Triomphe, 2007.

- Pascale et Michèle Monfort

1. Victoire à VeraCruz (dessin) avec Jean Acquaviva (scénario), Maison de la Bonne Presse, 1960
2. Le temple du dieu chauve-souris avec Jean Acquaviva (scénario), Maison de la Bonne Presse,1961. Ces deux albums ont été réédités par le Coffre à Bd qui a en outre publié deux autres albums regroupant des planches parues dans Record entre 1962 et 1965, scénarisées pour la plupart par Jean Acquaviva,

- L'Aviation racontée à Jean-Pierre (dessin), avec Maurice Herr (scénario), Maison de la Bonne Presse, (coll. « Les Albums Ciné-Color »), 1958.
- Champions (Les Princes du stade), (dessin), avec Claude Marin (scénario), Maison de la Bonne Presse, 1953.
- Le Chevalier inconnu (dessin), avec André Divajeu (scénario), Maison de la Bonne Presse, 1953.
- Corsaire de Dieu, (dessin) avec Maurice Chotard (scénario), Éditions Mennaisienne, 1954.
- Deux Génies de la Renaissance (Léonard de Vinci - Michel Ange), (dessin), avec Claude Marin (scénario), Maison de la Bonne Presse, 1954.
- Histoire des apparitions de Lourdes, (dessin), avec le Père Sève (scénario), Maison de la Bonne Presse, 1958.
- Yvan des Valdaï, (dessin), avec Jean Acquaviva (scénario), Éditions du Triomphe, 1997.
- Jésus de Nazareth, (dessin), avec le Père Sève (scénario), Maison de la Bonne Presse, 1955,  Éditions du Triomphe, 1997
- Le Lions des Cévennes, (dessin), avec le Père Sève (scénario),Maison de la Bonne Presse, 1951.
- Monsieur Vincent, (dessin), avec Claude Marin (scénario), Maison de la Bonne Presse, 1960.
- La Vie du curé d'Ars, (dessin), avec le Père Sève (scénario), Maison de la Bonne Presse, 1960.
- La Maison du castor, (dessin), avec L. Montgeroult d'après le roman de Fenimore Cooper, Éditions Lito, collection « Super Luxe », 1967.

Présent dans : 
- Album Junior, (dessin) avec Rémy Bourlès et Jean Trubert, Éditions SPE, 1946

### Autres publications
- Fidèle amour, (couverture), d'Édith Ferlac, Collection La Frégate, no 67, Maison de la Bonne Presse, 1952
- Le Mystère de la vallée maudite,(couverture), d'Antoine Blanchard, Collection La Frégate, no 74, Maison de la Bonne Presse, 1952.
- La nuit qui chante, (couverture), de Magda Contino, Collection La Frégate, no 76, Maison de la Bonne Presse, 1953.
- Les jeux imprévisibles, (couverture), de Jean Guy, Collection La Frégate, no 127, Maison de la Bonne Presse, 1957.